# Nuevo Partido Wafd
El Nuevo Partido Wafd ("Nuevo Partido de la Delegación"; árabe: Hizb Al-Wafd Al-Ŷadid حزب الوفد الجديد) es un partido nacionalista liberal de Egipto. Se le considera uno de los principales partidos de oposición, de manera que su participación en la política del país se considera crucial para el éxito, así como para la legitimidad de cualquiera decisión política.

Es la extensión contemporánea de uno de los partidos políticos más antiguos e históricamente más activos de Egipto, el Partido Wafd, disuelto después de la Revolución de 1952. El Nuevo Wafd se restableció en 1983. Sigue casi exactamente la misma línea política seguida por el antiguo partido aristocrático durante el Experimento liberal egipcio de los años de 1920.
En las elecciones parlamentarias de noviembre y diciembre de 2005, el partido obtuvo 6 de los 454 mandatos a la Asamblea del Pueblo.
Numan Gumaa fue candidato del Nuevo Wafd a las elecciones presidenciales de 2005. Obtuvo un 2.9% del total de votos.
El-Sayyid El-Badawi es presidente del partido después de ganar las elecciones internas el 28 de mayo de 2010 derrotando a Mahmoud Abaza, quien había sucedido en la presidencia a Numan Gumaa en 2006.

## Objetivos
El partido presiona por la introducción de reformas políticas, económicas y sociales, promover la democracia, asegurar las libertades básicas y los derechos humanos, así como la conservación de la unidad nacional.
El partido también propugna abolir la legislación de emergencia, solucionar los problemas de desempleo y vivienda, mejorar los servicios de salud y desarrollar el sistema educacional.

## Plataforma del partido
La plataforma del partido propugna:
Reformas políticas
- Democracia basada en el sistema multipartidista.
- Mantenimiento de la unidad nacional.
- Protección de las libertades políticas y los derechos humanos.
- Independencia del poder judicial.
- Abolición de la legislación de emergencia.

Reformas económicas
- Estabilización de la legislación económica y racionalización del consumo público.
- Desarrollo del sector público.
- Desarrollo del sector productivo.
- Apertura de bancos extranjeros en Egipto.
- Estabilización de los precios.

Reformas sociales
- Modernización de la agricultura.
- Modernización de los servicios de salud.
- Aumento de la eficiencia del trabajo e introducción de nuevas leyes para proteger los derechos de los trabajadores.

Política externa
- El partido busca una paz justa y duradera en el Medio Oriente:
  - considera que Israel ha violado los Acuerdos de Camp David.
  - pone el foco en la solución de la cuestión palestina.
- Aboga por la unidad árabe.
- Busca destacar y profundizar las relaciones con los demás países árabes e islámicos.
- Subraya la necesidad de la integración egipcio-sudanesa.
- Busca desarrollar las relaciones con los países africanos.
- Promueve la neutralidad y la no-alineación.